# NGC 1006
NGC 1006 est une galaxie spirale située dans la constellation de la Baleine. NGC 1006 a été découverte par l'astronome français Édouard Stephan en 1876 et inscrite au catalogue NGC sous la désignation NGC 1010. Cette même galaxie a été observée par l'astronome américain Lewis Swift le 29 septembre 1886 et inscrite au catalogue NGC sous la désignation NGC 1010.

## Caractéristiques
Sa vitesse par rapport au fond diffus cosmologique est de 4 371 ± 19 km/s, ce qui correspond à une distance de Hubble de 64,5 ± 4,5 Mpc (∼210 millions d'al).